# Festschrift
Un Festschrift è un volume di scritti preparato per celebrare o ricordare uno studioso, un accademico o un professore universitario ancora vivente, oppure pubblicato in occasione di un anniversario.

## Etimologia

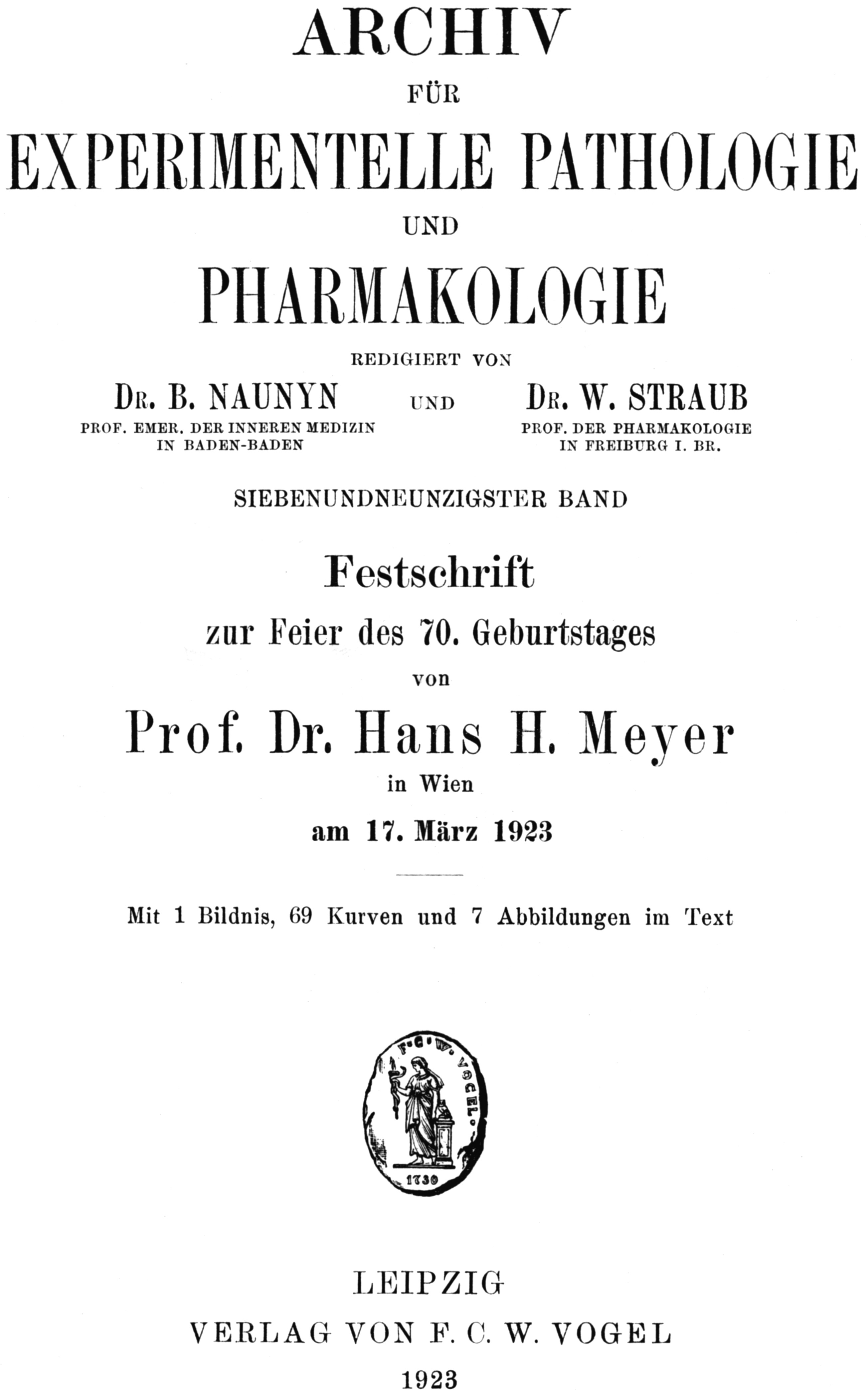
Copertina di una Festschrift in occasione di un 75º compleanno

Festschrift è un termine tedesco di genere femminile, derivato da Fest, "festeggiamenti/celebrazione", e Schrift, "scritto", traducibile in lingua italiana con l'espressione "pubblicazione celebrativa". In italiano le Festschriften sono spesso intitolate Scritti in onore di..., o Studi in onore di..., Studi offerti a..., Studi offerti in onore di..., mentre il titolo Liber amicorum... è invece un'espressione latina che significa Libro degli amici e contraddistingue una pubblicazione proveniente da una cerchia più intima di amici e colleghi.
In tutti i casi, il titolo è completato dalle generalità della persona che si vuole celebrare, con l'eventuale aggiunta dell'occasione che ha dato spunto all'iniziativa (... in occasione del suo [...]simo genetliaco/compleanno).

## Storia
La più antica Festschrift si ritiene sia una raccolta di scritti per celebrare il duecentesimo anniversario dell'introduzione in Europa della stampa, curata a Lipsia nel 1640 da Gregor Ritzsch, il decano degli stampatori tedeschi.
Questo genere di pubblicazioni divenne molto frequente nel XVIII secolo in ambito accademico. Più spesso l'occasione è un compleanno, spesso il sessantesimo compleanno, o il pensionamento del festeggiato, di solito un professore; non esistono tuttavia occasioni o anniversari fissi. Gli scritti sono generalmente dei contributi scientifici originali presentati da colleghi o da allievi della persona che si vuole festeggiare. Tali pubblicazioni, che costituiscono talora delle opere in più volumi, possono contenere dei contributi scientifici molto importanti. Per esempio, l'importante collana di storia romana Aufstieg und Niedergang der römischen Welt è nata nel 1970 come Festschrift per il 75º compleanno del classicista Joseph Vogt.
All'interno di tali pubblicazioni è inclusa spesso una tabula gratulatoria ("tabella di felicitazione"). Si tratta di una lista di personalità (colleghi, accademici, amici...) che hanno voluto indirizzare felicitazioni e auguri alla persona celebrata.
Dal 1978 viene pubblicata annualmente la rivista specialistica "Internationale Jahresbibliographie der Festschriften" (IJBF, Bibliografia annuale delle Festschrift).